# Ji Bowen
Ji Bowen (chinês tradicional: 季博文, chinês simplificado: 季博文, pinyin: Jì Bówén; Zhejiang, 22 de fevereiro de 2002) é um canoísta chinês.

## Carreira
Ji Bowen competiu aos 16 anos nas eliminatórias de canoagem/caiaque nos Jogos Olímpicos da Juventude de 2018 nas provas de slalom e sprint sem conseguir obter cota. No ano seguinte, foi medalhista de bronze no Mundial de Canoagem Maratona 2019, na categoria júnior C1.
Em 2022, participou do Campeonato Mundial Sub-20 de Road Racing em Szeged na categoria Sub-23 onde conquistou o título na canoa monolugar acima de 500m e o bronze na canoa bilugar acima de 500m. Durante o Mundial de 2022, a dupla Ji-Liu conquistou duas medalhas em C2, prata nos 1000m e bronze nos 500m. Em 2023, ingressou no circuito de elite com a copa do mundo de estrada com uma vitória em C2 durante a prova de Vaires-sur-Marne. Durante o Mundial de 2023 em Duiburg, ele somou a medalha de bronze em C2 500m. Ele também conquistou duas vitórias durante a etapa Pozman em maio de 2024.
Nos Jogos Olímpicos de Verão de 2024, em Paris, conquistou a medalha de ouro na competição do C-2 500 m masculino, ao lado de Liu Hao.